# Primula × polyantha
Primula × polyantha je přirozený kříženec prvosenky jarní (P. veris) a prvosenky bezlodyžné (Primula vulgaris). Často se objevuje ve smíšených populacích. Tento kříženec není stejně jako prvosenka bezlodyžná v České republice původní. Původní jsou pouze v západní, střední a jihovýchodní Evropě, Malé Asii, Sýrii, Alžírsku. Roste v místech běžného výskytu na paloucích v zalesněné krajině a na okrajích lesů, u živých plotů a na okrajích silnic. Tedy v lokalitách, kde se rozšíření obou druhů překrývá. Ačkoli matečné rostliny mají různé ekologické požadavky, může docházet k překrytí v době květu. Tak je tomu v Anglii, v Evropě například v Rakousku, Francii a Maďarsku. Hybridy se vyskytují jako roztroušení jedinci, spíše než ve velké porosty. Experiment ukázaly, že většina dalších kříženců prvosenky jarní × prvosenky bezlodyžné je sterilních, jen někteří mají malý endosperm a zárodek, který zřídka dosahuje zralé velikosti.